# Faille du midi

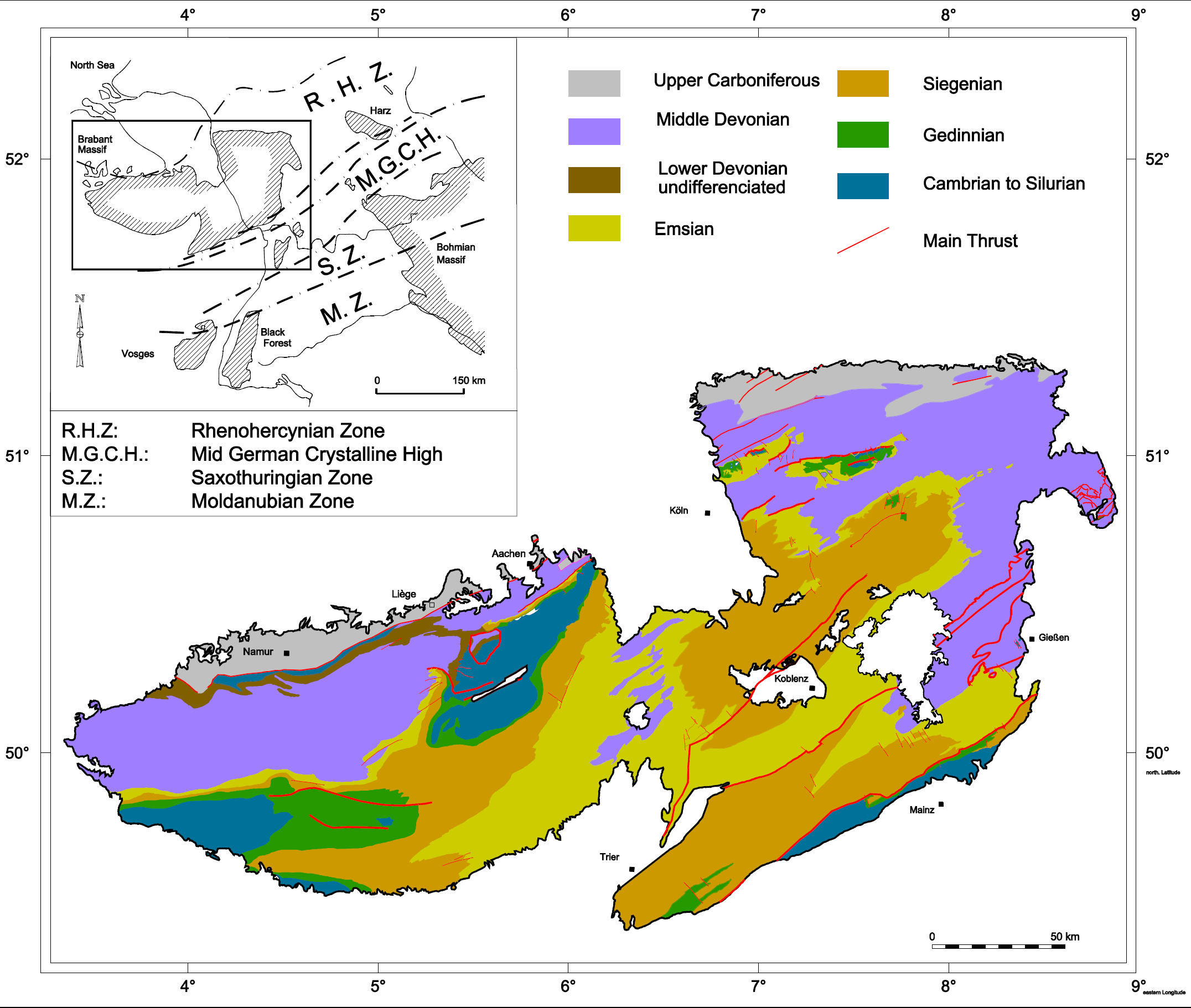
Carte géologique du massif rhénan.

La  « faille du midi » ou «  Grande faille du midi  »  (parfois dénommée sillon Sambre-et-Meuse pour sa partie belge, ou (faille eifelienne pour sa partie la plus septentrionale) est une importante « zone failleuse » représentée cartographiquement par un trait mais sur le terrain parfois constituée de plusieurs failles non continues qui constitue une ligne de rupture géologique probablement apparue au paléozoïque et qui traverse le Nord-Pas-de-Calais en venant d'Angleterre, pour ensuite obliquer et remonter en ligne droite vers le Nord-Est sur le parcours pris par la Sambre et la Meuse (en Wallonie entre Namur et Liège), à la limite nord du massif du midi (Condroz-Ardenne). Plus loin à l’est, cette faille s'enfonce sous des sédiments datant principalement du mésozoïque, qui la cachent.
En anglais, elle est généralement identifiée sous le nom de Condroz Thrust Fault (faille (de chevauchement) du Condroz).
En géologie, le terme « Faille du midi » désigne aujourd'hui de manière générique toutes les failles « historiquement reconnues, diversement nommées et extrapolées suivant des conceptions tectoniques variables. Le terme Faille du midi stricto sensu devrait ainsi être réservé à la faille reconnue comme telle par Cornet & Briart (1863) et Jules-Auguste Gosselet (1888). Il en est de même pour la Faille Eifelienne stricto sensu qui est le nom donné par Malherbe (1863) (1876) pour désigner la faille qui met en contact entre Clermont-sous-Huy et Angleur, le Houiller du Bassin de Seraing avec l’Eodévonien qui le borde au sud. Cet auteur prolonge cette faille pour séparer le Bassin houiller de Liège de celui de Herve ».
Cette « zone failleuse » serait l'indice le plus visible et le plus récent d'une histoire géologique en réalité probablement antérieurement plus mouvementée en termes de déplacement. Les géologues modernes estiment qu'il existe des failles plus profondes (failles x II ou x III proposées par Graulich en 1961 correspondant à des déplacements passés plus importants .

## Origine
Les géologues ont d'abord pensé que cette zone failleuse résultait d'un accident tectonique, mais comme l'avance F Meilliez en 1989, la « Faille du Midi » ne serait pas un accident « paléogéographique », bien qu'elle puisse se superposer sur une partie de son tracé à un niveau stratigraphique correspondant à une fragilité explicable par l'histoire sédimentaire de la région notamment expliquée par A. Beugnies en 1964,. 

Pour Belanger et al. (2012), c'est bien dans un contexte sédimentaire que « la présence ou l’absence de Dévonien inférieur de part et d’autre de la faille » doivent être comprises,.
La formation du « front varisque » (« zone comprise entre la « Faille du midi » au sud et le massif de Brabant au nord »)est encore discutée, mais selon la synthèse faite par Sintubin en 1992, il serait au moins en grande partie la résultante de « plis de propagation ( "fault propagation fold") », et au vu des données disponibles, on admet depuis les années 1990 que la Faille du midi, avec une faible pente sud, s'enfonce et se prolonge sous les massifs ardennais au nord et sous le bassin de Paris au sud. Elle est considérée comme formant la principale limite de l’unité structurale allochtone (e.a. Synclinorium de Dinant) qui repose sur les bassins houiller.
Le Gall estimait en 1994 que le front varisque s'est constitué en plusieurs étapes, avec des séquences plus récentes de chevauchements.  h ance et al. (1999) montrent en Wallonie des indices forts de grandes séquences, avec également des failles de chevauchement apparues hors de ces séquences. Mansy & Lacquement en 2006 déduisent de profils sismiques l'existence de trois unités tectoniques principales : l’Allochtone ardennais, les Ecailles du parautochtone et le Parautochtone brabançon.
La Faille du Midi ne serait donc pas le chevauchement principal mais le plus récent de ces chevauchements, et il serait survenu "hors séquence". De plus pour un déplacement varisque total d'environ 70 km, la « flèche de la Faille du Midi » ne serait que de 20 km environ,,.

## Emplacement
Tout au long de son tracé, cette zone failleuse recoupe des terrains variés. Par exemple en Belgique, d'ouest en est, elle coupe d'abord des séries carbonatées, puis la Bande calédonienne de Sambre-et-Meuse (séries pélitiques qui rendent le tracé de la faille moins visible).
Pour sa partie située en Belgique, cette faille limite au sud le bassin (Synclinorium) de Dinant, plissé et charrié à l'époque tardi-paléozoïque, durant l'orogenèse dite varisque (de 340 à 290 millions d’années ou Ma) vers le Nord. 
C'est une zone sismiquement encore active, qui a par exemple été impliquée dans le tremblement de terre de Liège du 8 novembre 1983. 
En Belgique toujours, la voie romaine Bavay-Cologne est parallèle à cette ligne, tout comme l'autoroute E42 et la ligne de chemin de fer Liège-Lille. Les villes de Mons, Charleroi, Namur et Liège (et Aix-la-Chapelle plus au nord) sont construites sur cette faille ou à proximité.

## Importance économique
Cette zone est depuis longtemps bien desservie en moyens de communication (la faille était déjà longée par plusieurs voies romaines (devenues chaussée Brunehaut), et grâce au bassin minier du Nord-Pas-de-Calais (et au bassin houiller belge dans sa continuité) elle a accueilli aux XIXe et XXe siècles une intense activité économique et une densité de population nettement plus élevée que les moyennes nationales et régionales.

## Connaissances scientifiques
La géologie de la région de la « faille » a d'abord bénéficié des centaines de sondages, forages puis des activités minières, dont par le géologue Gosselet, mais son étude et sa modélisation sont compliquées par l'existence d'un grand nombre d’écailles qui se sont constituées lors du grand "Charriage du midi". L'exploration de la "grande faille du midi" s'est ensuite poursuivie via des sondages profonds et des profils sismiques hors des zones minières, notamment faits dans  le cadre de la recherche de pétrole.  
Les connaissances sur cette « ligne de multiples failles » ont beaucoup évolué depuis la fin du XIXe siècle. Selon la synthèse cartographique récemment faite en Belgique à l'occasion de la mise à jour de la Carte géologique de la Wallonie conduite par la Région wallonne, les universités francophones de Belgique et le Service géologique de Belgique, les différentes unités structurales liées à ce système ont été précisées, tout en reconnaissant leur complexité,,. 
Les cartes géologiques présentent d'autres failles sub-parallèles à la trace laissée par la « Faille du midi » qui sont en Wallonie (d'ouest en est : la failles de Masse, la faille de Chamborgneau, la faille d’Ormont, la faille de Malonne et la faille de Boussale.
Il reste des données à collecter afin de confirmer la continuité de la faille dans la zone de Liège en Belgique. Cette continuité est probable car la structure des coupes du front varisque est semblable à l’ouest et à l’est de cette zone,,, mais il n'y a pas eu assez de levées dans cette zone qui connecterait la « Faille du Midi » au sud-ouest à la « Faille Eifelienne » au nord-est.

## Aspects sismiques
La faille, bien qu'éloignée des grandes limites des plaques tectoniques montre des signes passés et récents d'activité sismique.
Elle a été étudiée au moyen des données géologiques disponibles, des données sismiques du réseau (modernisé en 1985) ainsi que par l'analyse des enregistrements (par des sismographes) des tirs de carrières ou encore via l'étude des anomalies magnétiques et gravimétriques.
L'activité sismique de cette zone se fait en lien avec des zones proches du Nord de la France (du N-E du Nord-Pas-de-Calais aux Ardennes belges et françaises au Sud et jusqu'en Allemagne (Région de l'Eifel) au N-E.

## Hydrographie, écologie
La faille a eu des impacts sur l'évolution de la structure géomorphologique et donc de l'écologie des paysages des régions qu'elle concerne, durant l'orogenèse varisque et depuis le Paléozoïque, notamment dans les Ardennes belges. Elle a modifié les écoulements souterrains des nappes mais elle en a aussi en surface, notamment en Belgique. 
Elle a en particulier contraint le cours de la Meuse et influé sur sa vitesse et le charriage des éléments que cette rivière transporte.